# شعب الطعامي (المخادر)

تعديل مصدري - تعديل

شعب الطعامي محلة تابعة لقرية الحصن والخرابة، التابعة لعزلة بني سرحة بمديرية المخادر إحدى مديريات محافظة إب في الجمهورية اليمنية، بلغ تعداد سكانها 171 حسب تعداد اليمن لعام 2004.